# Сеньор де Амуско

Герб муниципалитета Амуско, провинция Паленсия, автономное сообщество Кастилия и Леон (Испания).

Сеньор де Амуско — испанский дворянский титул, существовавший в Кастильском королевстве с первой половины XIII века.
Название происходит от названия муниципалитета Амуско, провинция Паленсия, автономное сообщество Кастилия и Леон (Испания).

## Сеньоры де Амуско
- Родриго Манрике де Лара (умер после 1248 года), 1-й сеньор де Амуско. Сын графа Манрике Гомеса де Мансаредо (? — 1204) и Тоды Велас, внук по отцовской линии Гомеса Гонсалеса де Монсанедо (? — 1182) и Милии Перес де Лары, дочери Педро Манрике де Лары, 2-го сеньора де Молина (? — 1130), и Авы, вдовы Гарсии Ордоньеса, графа Нахеры (? — 1108). Был женат на Санче Перес, позднее вступил в Орден Сантьяго.

- Педро Руис Манрике (умер после 1276 года), сын предыдущего, 2-й сеньор де Амуско. Был женат на Марине Гарсии де Вильямайор, дочери Гарсии Фернандес де Вильямайор и Майор Ариас.

- Гарси I Фернандес Манрике де Лара (умер около 1305 года) 3-й сеньор де Амуско. Был женат на Терезе де Суньиге.

- Педро II Руис Манрике де Лара (? — 1323), 4-й сеньор де Амуско, сын предыдущего, был женат на Терезе де Сотомайор, которая после его смерти вторично вышла замуж за Гарсилао де ла Веге (? — 1328).

- Гарси II Фернандес Манрике де Лара[исп.] (? — 12 сентября 1362), сын предыдущего, 5-й сеньор де Амуско. Был женат на Урраке де Лейве (от которой у него были сыновья Педро и Диего) и Терезе Васкес де Толедо и Каррильо. От второго брака у него родился сын Гарси III Фернандес Манрике де Лара, от которого происходили маркизы де Агилар-де-кампоо и графы де Кастаньеда.

- Педро Руис Манрике де Лара и Лейва (? — 1381), 6-й сеньор де Амуско, старший сын предыдущего от первого брака с Урракой де Лейва, дочерью Хуана Мартинеса де Лейвы и Гиомар Гонсалес. Был женат на Терезе де Сиснерос, от брака с которой у него не было детей. Но у него был внебрачный сын, Гомес Манрике де Лара (ок. 1356—1411), 1-й сеньор де Рекена.

- Диего Гомес Манрике дле Лара и Лейва[исп.] (? — 14 августа 1385, битва при Алжубарроте), младший брат предыдущего, 7-й сеньор де Амуско, 2-й сеньор де Тревиньо и аделантадо-майор Кастилии. Был женат на Хуане де Мендосе (1360—1431), дочери Педро Гонсалеса де Мендосы, 9-го сеньора де Мендоса. После гибели своего первого мужа Хуана де Мендоса вторично вышла замуж за Альфонсо Энрикеса де Кастилия (1354—1429).

- Педро Манрике де Лара и Мендоса (1381 — 21 сентября 1440), сын предыдущего, 8-й сеньор де Амуско, 3-й сеньор де Тревиньо, аделантадо-майор Леона. Был женат на Леонор де Кастилия и Альбуркерке (1393—1470), дочери Фадрике Кастильского, 1-го герцога де Бенавенте (1360—1394).

- Диего Гомес Манрике де Лара и Кастилия (1409 — 19 октября 1458), сын предыдущего, 9-й сеньор де Амуско, и 1-й граф де Тревиньо. Был женат на Марии Гомес де Сандоваль и Гонсалес де Авельянеда (её вторым мужем стал Диего Лопес де Суньига).

- Педро Манрике де Лара и Сандоваль (1443 — 1 февраля 1515), сын предыдущего, 10-й сеньор де Амуско, 2-й граф де Тревиньо, 1-й герцог де Нахера. Был женат на Гиомар де Кастро (ок. 1450—1506), внебрачной дочери Альваро де Кастро, 1-го графа де Монсанто.

- Антонио Манрике де Лара и Кастро (ок. 1466 — 13 декабря 1535), старший сын предыдущего, 11-й сеньор де Амуско, 3-й граф де Тревиньо и 2-й герцог де Нахера. Был женат на Хуане Фольк де Кардоне и Энрикес, дочери Хуана Рамона Фолька де Кардона и Урхель, 1-го герцога де Кардона, и Альдонсы Энрикес де Киньонес.

- Хуан Эстебан Манрике де Лара и Кардона (1504—1558), сын предыдущего, 12-й сеньор де Амуско, 4-й граф де Тревиньо и 3-й герцог де Нахера. Был женат на Луизе де Акунья и Мануэль, 5-й графине де Валенсия-де-Дон-Хуан.

- Мануэль Манрике де Лара и Акунья (1533—1600), сын предыдущего, 13-й сеньор де Амуско, 6-й граф де Валенсия-де-Дон-Хуан, 5-й граф де Тревиньо и 4-й герцог де Нахера. Был женат на Марии Тельес-Хирон и де ла Куэва.

- Луиза Манрике де Лара и Тельес-Хирон (1558—1627), дочь предыдущего, 14-я сеньора де Амуско, 8-я графиня де Валенсия-де-Дон-Хуан, 7-я графиня де Тревиньо и 5-я герцогиня де Нахера. Вышла замуж за Бернардино де Карденаса и Португаля (1553—1601), 4-го маркиза де Эльче и 3-го герцога де Македа.

- Хорхе де Карденас и Манрике де Лара[исп.] (1584—1644), сын предыдущего, 15-й сеньор де Амуско, 9-й граф де Валенсия-де-Дон-Хуан, 8-й граф де Тревиньо, 6-й маркиз де Эльче, 6-й герцог де Нахера и 4-й герцог де Македа. Был женат на Изабель де ла Куэве и Энрикес де Кабрере (1620—1657), дочери Франсиско Фернандеса де ла Куэве, 7-го герцога де Альбуркерке, и Анны Энрикес де Кабрере.

- Хайме Мигель Манрике де Карденас (1586—1652), младший брат предыдущего, 16-й сеньор де Амуско, 10-й граф де Валенсия-де-Дон-Хуан, 9-й граф де Тревиньо, 1-й маркиз де Бельмонте-де-лос-Кампос, 7-й маркиз де Эльче, 7-й герцог де Нахера и 5-й герцог де Македа. Был женат на Инес Марии Манрике де Арельяно, дочери Фелипе Рамиреса де Арельяно, 7-го графа де Агилар-де-Инестрильяс, и Луизы Манрике.

- Франсиско Мария Манрике де Карденас (? — 1656), сын предыдущего, 17-й сеньор де Амуско, 11-й граф де Валенсия-де-Дон-Хуан, 10-й граф де Тревиньо, 2-й маркиз де Бельмонте-де-лос-Кампос, 7-й маркиз де Эльче, 8-й герцог де Нахера и 6-й герцог де Македа.

- Тереза Антония Манрике де Лара и Мендоса (1615—1657), племянница предыдущего, 18-я сеньора де Амуско, 12-я графиня де Валенсия-де-Дон-Хуан, 11-я графиня де Тревиньо, 8-я маркиза де Эльче, 7-я маркиза де Каньете, 9-я герцогиня де Нахера и 7-я герцогиня де Македа. 1-й муж — Фернан де Фаро, граф де Вимейру (Брак бездетен); 2-й муж — Хуан Антонио Торрес-Португаль и Манрике, 2-й граф де Вильярдомпардо (брак бездетен); 3-й муж — Хуан де Борха-и-Арагон, сын Карлоса де Арагона и Борха, 2-го графа де Фикальо, и Марии-Луизы Гурреа и Арагон, 7-й герцогини де Вильяэрмоса (брак бездетен).

- Антонио Манрике де Лара Мендоса Веласко и Акунья (? — 1676), племянник предыдущей, 19-й сеньор де Амуско, 13-й граф де Валенсия-де-Дон-Хуан, 12-й граф де Тревиньо, 4-й граф де ла Ревилья, 9-й маркиз де Эльче. 1-я жена — Изабель де Карвахаль, дочь Мануэля де Карвахаля, 3-го маркиза де Ходар; 2-я жена — Мария Микаэла де Техада Мендоса и Борха.

- Франсиско Мигель Манрике де Веласко (1675—1678), сын предыдущего, 20-й сеньор де Амуско, 15-й граф де Тревиньо, 14-й граф де Валенсия-де-Дон-Хуан, 5-й граф де ла Ревилья, 10-й маркиз де Эльче, 9-й маркиз де Каньете, 11-й герцог де Нахера и 9-й герцог де Македа.

- Николаса Манрике де Мендоса и Веласко[исп.] (1672—1710), сестра предыдущего, 21-я сеньора де Амуско, 16-я графиня де Тревиньо, 15-я графиня де Валенсия-де-Дон-Хуан, 6-я графиня де ла Ревилья, 11-я маркиза де Эльче, 10-я маркиза де Каньете, 12-я герцогиня де Нахера y 10-я герцогиня де Македа. Супруг — Мигель Бельтран де Гевара, сын Бельтрана Велеса Ладрона де Гевары, 1-го маркиза де Монте-Реаль, и Каталины Велес Ладрон де Гевары, 9-й графини де Оньяте и графини де Вильямедьяна.

- Анна Мануэла Синфороса Манрике де Гевара и Веласко (1691—1731), дочь предыдущей, 22-я сеньора де Амуско, 17-я графиня де Тревиньо, 16-я графиня де Валенсия-де-Дон-Хуан, 7-я графиня де ла Ревилья, 12-я маркиза де Эльче, 11-я маркиза де Каньете, 13-я герцогиня де Нахера и 11-я герцогиня де Македа. 1-й муж — Педро де Суньига; 2-й муж — Хосе де Москосо Осорио; 3-й муж — Гаспар Портокарреро, 6-й граф де Пальма-дель-Рио, 6-й маркиз де Альменара.

- Хоакин Мария Портокарреро и Манрике де Гевара (1728—1731), сын предыдущей, 23-й сеньор де Амуско, 18-й граф де Тревиньо, 17-й граф де Валенсия-де-Дон-Хуан, 8-й граф де ла Ревилья, 7-й граф де Пальма-дель-Рио, 13-й маркиз де Эльче, 12-й маркиз де Каньете, 7-й маркиз де Альменара, 14-й герцог де Нахера и 12-й герцог де Македа.